# John Bond (football)
Pour les articles homonymes, voir Bond et John Bond.
John Bond (né le 17 décembre 1932 à Dedham et mort le 26 septembre 2012), est un footballeur anglais, reconverti en entraîneur.

## Palmarès
| - West Ham (joueur) - Championnat d'Angleterre de deuxième division - 1965 : Vainqueur - Coupe d'Angleterre - 1964 : Vainqueur |  | - Manchester City (entraîneur) - Coupe d'Angleterre - 1981 : Finaliste |